# الخنيقية (القويعية)
الخنيقية، هي قرية من فئة (ب) تقع في محافظة القويعية، والتابعة لمنطقة الرياض في السعودية. وتبعد الخنيقية عن محافظة القويعية بمسافة 35 كم.